# 麻薩諸塞號戰艦 (BB-2)
麻薩諸塞號戰艦（舷號BB-2）是一艘隸屬於美國海軍的戰艦，為印第安納級戰艦的二號艦。她是美軍第一艘以麻薩諸塞州為名的軍艦。
麻薩諸塞號在1891年在費城的克雷普父子造船廠（William Cramp & Sons Ship & Engine Building Co.）開始建造，並在1893年下水，最終在1896年服役。接著麻薩諸塞號參與了美西戰爭，戰後又曾作多次改裝。1919年麻薩諸塞號退役，並在1921年用作靶艦在彭薩科拉淺海擊沉。接著四年，麻薩諸塞號的殘骸一直用作海岸炮的炮擊標靶。
1925年2月20日，海軍重新接管麻薩諸塞號的殘骸，並將之出售拆解，但沒有合乎資格的認投。1956年，海軍第二次將麻薩諸塞號出售拆解，但佛羅里達州政府介入事件，並最終接管了麻薩諸塞號，讓其殘骸充當人工魚礁及潛水點。1993年6月10日，佛羅里達州將麻薩諸塞號列為水下保護文物。2001年，麻薩諸塞號獲列入國家史蹟名錄。